# 66-я гвардейская тяжёлая самоходно-артиллерийская бригада

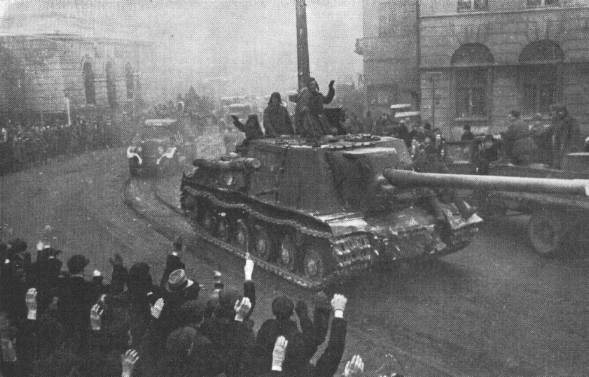
Советские самоходные установки ИСУ-122 во время освобождения города Лодзь
, 1945 год.

66-я гвардейская тяжёлая самоходно-артиллерийская бригада — гвардейское формирование (соединение) самоходной артиллерии БТиМВ РККА Вооружённых сил Союза ССР в Великой Отечественной войне.
В составе действующей армии и флота Союза ССР с 22 марта по 9 мая 1945 года. Полное действительное наименование, по окончании Великой Отечественной войны — 66-я гвардейская Невельская Краснознамённая ордена Суворова тяжёлая самоходно-артиллерийская бригада.

## История
За мужество и героизм личного состава проявленные в боях с войсками нацистской Германии и их союзниками, 1 марта 1945 года, 143-й танковой бригаде присвоено почётное звание «Гвардейская», она получила новый войсковой №, и была преобразована в 66-ю гвардейскую тяжёлую самоходно-артиллерийскую бригаду, с сохранением за самоходчиками почётного наименования «Невельская» и Орденов Красного Знамени и Суворова.
Сформированное соединение самоходной артиллерии имело в своём составе 1 804 человека личного состава, и на основном вооружении 65 ИСУ-122, три СУ-76. Бригада тяжёлой самоходной артиллерии участвовала в штурме Данцига, была придана 65-й армии. Часть сил 66 гв. тсабр принимала участие в освобождении 27 апреля 1945 года города Пренцлау в ходе Берлинской операции.
66-я гвардейская была единственной тяжёлой самоходно-артиллерийской бригадой в составе РККА ВС Союза ССР. Соединение действовало, на 1 мая 1945 года, в составе БТиМВ 70-й армии 2-го Белорусского фронта до Победы над нацистской Германией. В связи с демобилизацией Союза ССР 2 августа 1945 года 66 гв.тсабр переформирована в 126-й гвардейский тяжёлый танко-самоходный полк (войсковая часть № 95805) в составе 3-й гвардейской Котельниковской Краснознамённой ордена Суворова танковой дивизии Белорусского военного округа.

## В составе
- Белорусско-Литовский военный округ — на 01.03.1945 года[4].
- 2-й Белорусский фронт — на 01.04.1945 года.

## Состав
- Управление бригады
- Рота управления
- Разведывательная рота
- 419-й гвардейский тяжёлый самоходно-артиллерийский полк
- 420-й гвардейский тяжёлый самоходно-артиллерийский полк
- 421-й гвардейский тяжёлый самоходно-артиллерийский полк
- Зенитно-пулемётная рота
- Рота технического обслуживания
- секция СМЕРШ

## Командиры
- Парамонов Михаил Павлович, гвардии полковник, с 01.03.1945 по 09.03.1945 года
- Иванов Алексей Ефимович, гвардии подполковник,[2]

## Награды
- Почётное звание  01.03.1945
- Почётное наименование «Невельская», 07.10.1943, за образцовое выполнение заданий командования в боях с немецкими захватчиками при освобождении Невельска — унаследовала от 143-я танковой бригады (143 тбр)
- 10.07.1944, за образцовое выполнение заданий командования в боях с немецкими захватчиками по прорыву Витебского укрепленного района, а также за овладение городом Витебск, проявленные при этом доблесть и мужество — унаследовала от 143 тбр
- 22 октября 1944 года Указом Президиума Верховного Совета СССР  за образцовое выполнение заданий командования в боях с немецкими захватчиками при прорыве обороны противника юго-восточнее города Рига и проявленные при этом доблесть и мужество награждена Орденом Суворова II степени[5] — унаследовала от 143 тбр
- Войскам, участвовавшим в боях за овладение Пренцлау и Ангермюнде, приказом ВГК, от 27 апреля 1945 года, объявлена благодарность и в Москве дан салют 12 артиллерийскими залпами из 124 орудий[2].

## Воины бригады
- Куликов, Виктор Георгиевич — Маршал Советского Союза, Герой Советского Союза, Депутат Государственной Думы Российской Федерации в годы ВОВ начальник штаба 143-й танковой бригады.